# Gayle (Sängerin)
Gayle (* 10. Juni 2004 in Dallas als Taylor Gayle Rutherfurd) ist eine US-amerikanische Sängerin.

## Leben
Gayle wuchs in Dallas, Texas auf. Bereits als Kind war sie musikalisch interessiert. Mit sieben Jahren begann sie zu singen. Zu ihren frühen Einflüssen gehören unter anderem Ella Fitzgerald, Julia Michaels und Aretha Franklin. Sie zog nach Nashville, Tennessee, um ihre musikalische Karriere zu starten. Nach einigen Singles, die sie selbst produzierte und die etwa 5 Millionen Streams generierten, wurde sie von American-Idol-Jurymitglied und Musikverlegerin Kara DioGuardi entdeckt und von Atlantic Records unter Vertrag genommen.
2021 erschien mit Abcdefu ihr erster Song für Atlantic. Das Lied ist ein Popsong über das Ende einer Beziehung und die Wut auf den ehemaligen Partner. Im Musikvideo sieht man, wie die Sängerin mit ihren Freundinnen Rache an ihrem Ex nimmt. Auf TikTok, wo der Song angeteasert wurde, erreichte er in kürzester Zeit eine Million Views. Das Lied wurde von Pete Nappi (unter anderem Kesha und Madison Beer) produziert. Es erreichte unter anderem die Chartspitze in Deutschland, Österreich, der Schweiz, Großbritannien, Finnland, Irland und Schweden sowie die Top 10 in Australien und Neuseeland.

## Diskografie
EPs
- 2022: A Study of the Human Experience Volume One
- 2022: A Study of the Human Experience Volume Two
- 2022: A Study of the Human Experience Volume Two and a Half
- 2023: This Was My Setlist When I Opened Up for People This Year

Singles
- 2020: Z
- 2020: Dumbass
- 2020: Happy for You
- 2020: Orange Peel
- 2021: Oscar Nominated (James Droll feat. Gayle)
- 2021: Abcdefu
- 2022: Ur Just Horny
- 2022: Luv Starved
- 2022: Don’t Trip (mit Justus Bennetts)
- 2022: Indieedgycool
- 2022: God Has a Sense of Humor
- 2022: FMK (mit Blackbear)
- 2023: Everybody Hates Me
- 2023: Fantasy (mit Lauren Spencer-Smith und Em Beihold)
- 2023: Don’t Call Me Pretty
- 2023: Leave Me for Dead
- 2023: I Don’t Sleep as Good as I Used To

## Auszeichnungen für Musikverkäufe
| Platin-Schallplatte - Dänemark - 2022: für die Single Abcdefu - Neuseeland - 2022: für die Single Abcdefu - Spanien - 2023: für die Single Abcdefu 2× Platin-Schallplatte - Brasilien - 2022: für die Single Abcdefu - Portugal - 2022: für die Single Abcdefu | 3× Platin-Schallplatte - Australien - 2022: für die Single Abcdefu - Italien - 2023: für die Single Abcdefu 4× Platin-Schallplatte - Kanada - 2022: für die Single Abcdefu - Polen - 2024: für die Single Abcdefu Diamantene Schallplatte - Frankreich - 2022: für die Single Abcdefu |

Anmerkung: Auszeichnungen in Ländern aus den Charttabellen bzw. Chartboxen sind in ebendiesen zu finden.
| Land/RegionAuszeichnungen für Musikverkäufe (Land/Region, Auszeichnungen, Verkäufe, Quellen) | Gold  | Platin       | Diamant  | Verkäufe  | Quellen                   |
| -------------------------------------------------------------------------------------------- | ----- | ------------ | -------- | --------- | ------------------------- |
| Australien (ARIA)                                                                            | —     | 3× Platin3   | —        | 210.000   | aria.com.au               |
| Brasilien (PMB)                                                                              | —     | 2× Platin2   | —        | 80.000    | pro-musicabr.org.br       |
| Dänemark (IFPI)                                                                              | —     | Platin1      | —        | 90.000    | ifpi.dk                   |
| Deutschland (BVMI)                                                                           | Gold1 | Platin1      | —        | 600.000   | musikindustrie.de         |
| Frankreich (SNEP)                                                                            | —     | —            | Diamant1 | 333.333   | snepmusique.com           |
| Italien (FIMI)                                                                               | —     | 3× Platin3   | —        | 300.000   | fimi.it                   |
| Kanada (MC)                                                                                  | —     | 4× Platin4   | —        | 320.000   | musiccanada.com           |
| Neuseeland (RMNZ)                                                                            | —     | Platin1      | —        | 30.000    | aotearoamusiccharts.co.nz |
| Österreich (IFPI)                                                                            | —     | 4× Platin4   | —        | 120.000   | ifpi.at                   |
| Polen (ZPAV)                                                                                 | —     | 4× Platin4   | —        | 200.000   | olis.pl                   |
| Portugal (AFP)                                                                               | —     | 2× Platin2   | —        | 20.000    | Einzelnachweise           |
| Spanien (Promusicae)                                                                         | —     | Platin1      | —        | 60.000    | elportaldemusica.es       |
| Vereinigte Staaten (RIAA)                                                                    | —     | 4× Platin4   | —        | 4.000.000 | riaa.com                  |
| Vereinigtes Königreich (BPI)                                                                 | —     | 2× Platin2   | —        | 1.200.000 | bpi.co.uk                 |
| Insgesamt                                                                                    | Gold1 | 32× Platin32 | Diamant1 |           |                           |